# Keokee (Virginia)
Keokee es un lugar designado por el censo situado en el condado de Lee, Virginia  (Estados Unidos). Según el censo de 2010 tenía una población de 416 habitantes.

## Demografía
Según el censo del 2000, Keokee tenía 316 habitantes, 128 viviendas, y 88 familias. La densidad de población era de 28,1 habitantes por km².
De las 128 viviendas en un 30,5%  vivían niños de menos de 18 años, en un 52,3%  vivían parejas casadas, en un 13,3% mujeres solteras, y en un 30,5% no eran unidades familiares. En el 28,1% de las viviendas  vivían personas solas el 14,1% de las cuales correspondía a personas de 65 años o más que vivían solas. El número medio de personas viviendo en cada vivienda era de 2,47 y el número medio de personas que vivían en cada familia era de 3,02.
Por edades la población se repartía de la siguiente manera: un 25,3% tenía menos de 18 años, un 6,3% entre 18 y 24, un 27,8% entre 25 y 44, un 25,9% de 45 a 60 y un 14,6% 65 años o más.
La edad media era de 40 años.  Por cada 100 mujeres de 18 o más años  había 101,7 hombres.
La renta media por vivienda era de 22.875$ y la renta media por familia de 23.438$. Los hombres tenían una renta media de 22.639$ mientras que las mujeres 23.229$. La renta per cápita de la población era de 11.025$. En torno al 19,4% de las familias y el 20,9% de la población estaban por debajo del umbral de pobreza.

## Localidades adyacentes
El siguiente diagrama muestra a las localidades más próximas a Keokee.